# Freestyle (Lady Antebellum)
Freestyle è un singolo del gruppo country statunitense Lady Antebellum, pubblicato nel 2014 ed estratto dall'album 747.

## Tracce
- Download digitale

1. Freestyle – 3:04

## Formazione
- Hillary Scott
- Charles Kelley
- Dave Haywood